# Selaginella zahlbruckeriana
Selaginella zahlbruckeriana là một loài dương xỉ trong họ Selaginellaceae. Loài này được Hand.-Mazz. mô tả khoa học đầu tiên năm 1922.
Danh pháp khoa học của loài này chưa được làm sáng tỏ. 